# Sallmannsberg (Blindheim)
Sallmannsberg ist eine Einöde in der Gemeinde Blindheim im schwäbischen Landkreis Dillingen an der Donau. Der Ort liegt nördlich von Berghausen am Waldrand.

## Geschichte
Sallmannsberg wird erstmals 1319 als „Salmansberch“ überliefert. Der Ort gehörte schon zu dieser Zeit zum Kloster Kaisheim, wo er auch bis zur Säkularisation im Jahre 1803 verblieb. Im 15./16. Jahrhundert war Sallmannsberg zeitweise unbewohnt und wurde wohl im 17. Jahrhundert wieder aufgebaut. Der Ort unterstand dem Amt Wolpertstetten des Klosters Kaisheim.

## Bodendenkmäler
Siehe: Liste der Bodendenkmäler in Blindheim